# Lamprosema chrysanthalis
Lamprosema chrysanthalis is een vlinder uit de familie van de grasmotten (Crambidae), uit de onderfamilie van de Spilomelinae. De wetenschappelijke naam van deze soort is voor het eerst gepubliceerd in 1918 door George Francis Hampson.
De spanwijdte van het mannetje bedraagt 28 tot 30 millimeter, die van het vrouwtje 38 millimeter.
De soort komt voor in Kameroen.